# Charles Richman

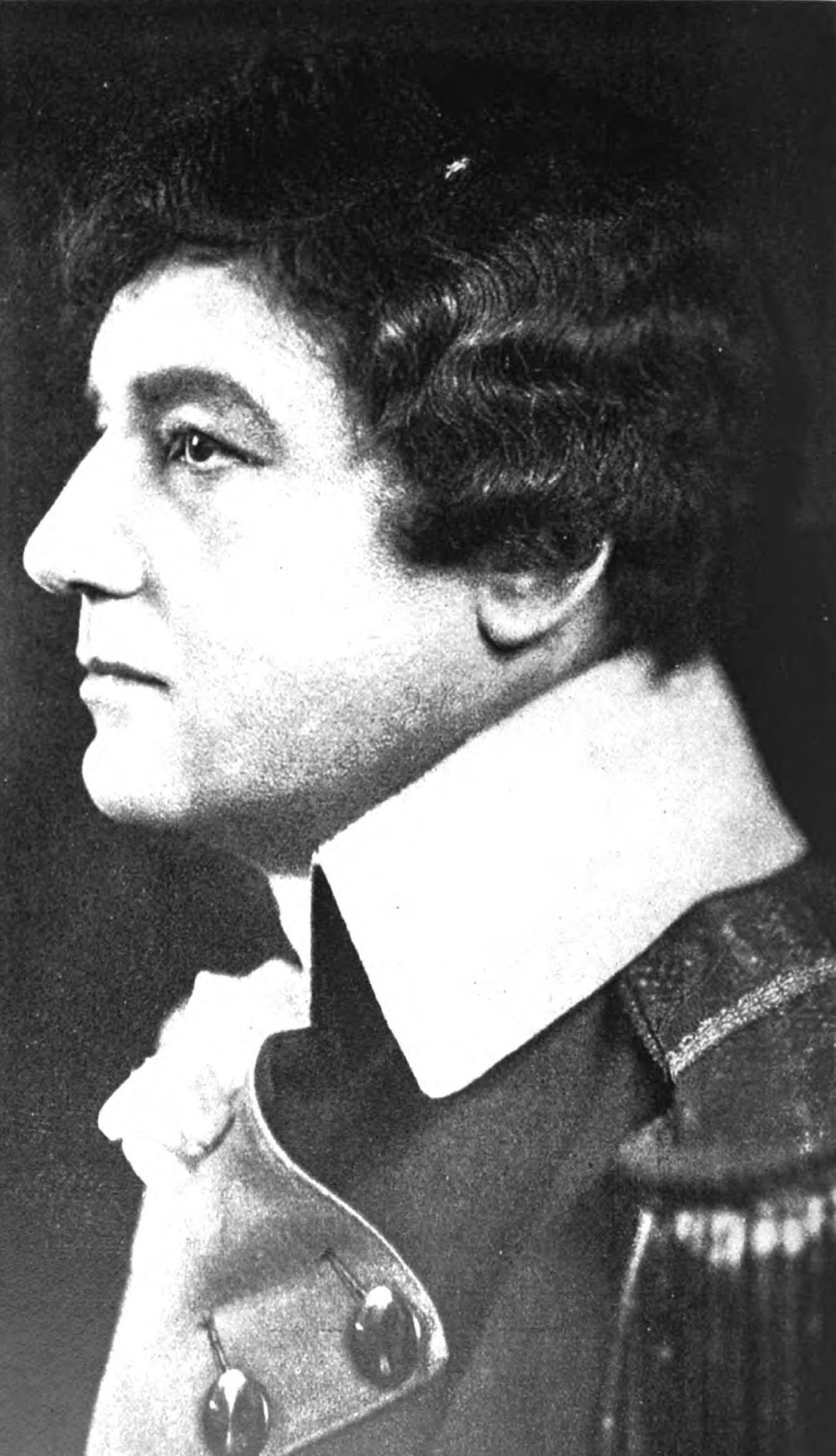
Charles Richman (1916)

Charles J. Richman (* 12. Januar 1865 in Chicago, Illinois; † 1. Dezember 1940 in der Bronx, New York) war ein US-amerikanischer Schauspieler, der vor allem am Broadway große Erfolge hatte.

## Leben und Karriere
Charles Richman gab sein Debüt am Broadway in New York im Jahre 1896. Schnell erhielt er Hauptrollen, vermutlich auch deshalb, weil er in seiner Jugend als einer der schönsten Schauspieler überhaupt galt. Charles Richman hatte eine große weibliche Anhängerschaft und war eine bekannte Persönlichkeit seiner Zeit. An Richmans Seite spielten unter anderem die späteren Filmstars Douglas Fairbanks Sr., Ethel Barrymore, Alice Brady, Basil Rathbone sowie der spätere Regisseur  John Cromwell. Dabei arbeitete er teilweise auch als Dramatiker und Regisseur an seinen Stücken. Insgesamt war Richman am Broadway bis 1936 in 30 Produktionen zu sehen.
Charles Richman spielte zum ersten Mal in einem Film im Jahre 1914, als er bereits fast 50 Jahre alt war. Während der Stummfilmzeit war er als Hauptdarsteller in mehreren aufwendigen Filmen zu sehen, die teilweise Verfilmungen seiner Broadway-Erfolge waren. Mitte der 1930er-Jahre übernahm er regelmäßig in Hollywoodfilmen Nebenrollen. Wegen seines stattlichen Aussehens verkörperte Richman zumeist Autoritätsfiguren wie Richter, Unternehmenschefs, hochrangige Militärs oder Politiker. Er spielte unter anderem in der oscarprämierten Biografie Das Leben des Emile Zola (1937), den Richter Thatcher in der Mark-Twain-Verfilmung Toms Abenteuer sowie einen Offizier in Opfer einer großen Liebe neben Bette Davis. Außerdem war Richman in einer Nebenrolle in Becky Sharp zu sehen, dem ersten Film in Technicolor. Insgesamt drehte Richman über 65 Filme.
1939 zog sich Richman von der Schauspielerei zurück und verstarb ein Jahr später im Alter von 75 Jahren. Er war mit Jane Grey von 1900 bis zu seinem Tod verheiratet gewesen. Sie hatten einen Sohn und eine Tochter.

## Filmografie (Auswahl)
- 1914: The Man from Home
- 1915: The Battle Cry of Peace
- 1916: The Dawn of Freedom
- 1919: The Echo of Youth
- 1921: The Sign on the Door
- 1931: Der Kampf (The Struggle)

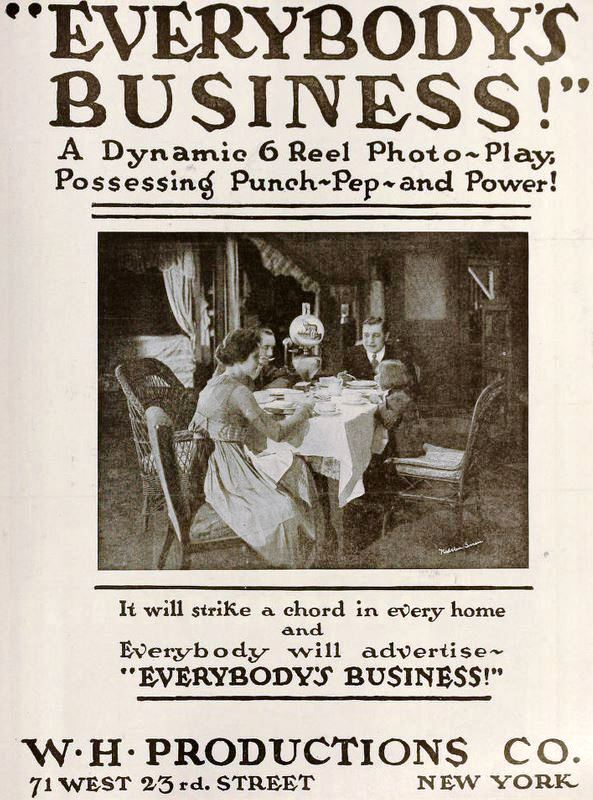
Plakat zu dem Film Everybody's Business mit Richman (1919)

- 1935: Nach Büroschluss (After Office Hours)
- 1935: Jahrmarkt der Eitelkeiten (Becky Sharp)
- 1935: The Case of the Curious Bride
- 1935: Der gläserne Schlüssel (The Glass Key)
- 1935: Musik um Mitternacht (Thanks a Million)
- 1936: Under Your Spell
- 1936: The Ex-Mrs. Bradford
- 1937: Das Leben des Emile Zola (The Life of Emile Zola)
- 1937: Make a Wish
- 1937: Stella Dallas
- 1937: Lady Behave!
- 1937: Denen ist nichts heilig (Nothing Sacred)
- 1938: Mein Mann, der Cowboy (The Cowboy and the Lady)
- 1938: Die Schwester der Braut (Holiday)
- 1938: Toms Abenteuer (The Adventures of Tom Sawyer)
- 1939: Die Teufelsinsel (Devil's Island)
- 1939: Opfer einer großen Liebe (Dark Victory)

## Broadway-Auftritte
| - 1896: The Countess Gucki - 1899–1900: Miss Hobbs - 1900–1901: A Royal Family - 1900–1901: Mrs. Dane's Defense - 1901: Diplomacy - 1901: The Importance of Being Earnest - 1901–1902: The Wilderness - 1902: The Twin Sister - 1903: The Unforeseen - 1903–1904: Captain Barrington - 1905: Der Widerspenstigen Zähmung (The Taming of the Shrew) - 1906: Gallops de David Gray - 1906–1907: The Rose of the Rancho - 1908–1909: The Fighting Hope - 1909: The Revellers - 1910: A Man's World - 1910: Diplomacy - 1910–1911: The Imposter - 1911: The Lights o' London | - 1911–1912: Bought and Paid For - 1914: Help wanted - 1915: Sinners d'Owen Davis - 1921: Bought and Paid For - 1923: The School for Scandal - 1923: Home Fires - 1924: The Best People - 1925: The Dagger - 1927: We all do - 1927: Love is like that - 1927: Ink - 1929: Ladies don't lie - 1931: In the Best of Families - 1931–1932: Berlin - 1932: Riddle Me This - 1932: The Girl Outside - 1932–1934: Biography - 1934: Jigsaw - 1936: And Stars remain |